# William Stanley Jevons
William Stanley Jevons (Liverpool, 1º settembre 1835 – Hastings, 13 agosto 1882) è stato un economista e logico britannico.
È considerato uno dei fondatori della Economia neoclassica e della rivoluzione marginalista, insieme a Léon Walras e Carl Menger. Alla corrente marginalista appartenevano anche Vilfredo Pareto, Irving Fisher, Francis Ysidro Edgeworth, Eugen von Böhm-Bawerk e Alfred Marshall.

## Il pensiero

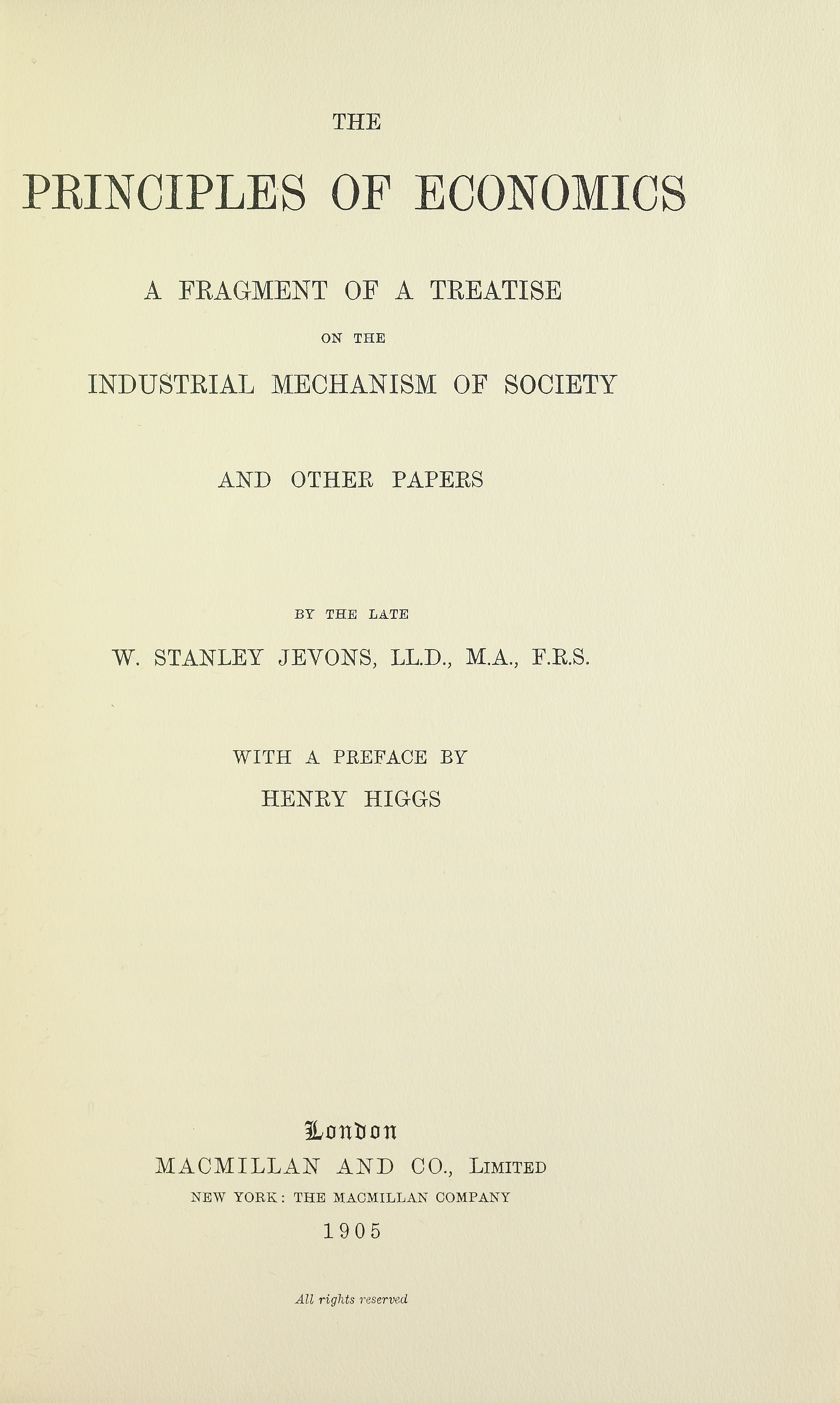
Principles of economics, 1905

Nell'opera di Jevons si devono sottolineare due punti importanti.
- Per Jevons è importante partire dai fatti. La sua reputazione di economista venne dal saggio The Coal Question (La questione del carbone) del 1865, basato su dati numerici. Questo metodo è spiegato nel treatise on Logic and Scientific Method (Trattato sul metodo logico e scientifico) e lo differenzia da Leon Walras che era più ipotetico- deduttivo.
- Rispetto ai Classici, che adottavano un approccio sintetico, Jevons è favorevole ad una specializzazione degli economisti nei diversi campi di questa disciplina.

## Opere
- 1863 Pure Logic, or the science of quality apart from quantity with remarks on Boole's system   and the relation of logic and mathematics
- 1865 The Coal Question : An Inquiry Concerning the Progress of the Nation and the Probable Exhaustion of Our Coal Mines (versione on line)
- 1866 Brief Account of a General Mathematical Theory of Political Economy Journal of the Royal Statistical Society (versione on line).
- 1870 Elementary Lessons in Logic : Deductive and Inductive
- 1871 Theory of Political Economy (versione on line)
  - (EN) William Stanley Jevons, Theory of political economy, London, Macmillan, 1911. URL consultato il 30 giugno 2015.
- 1874 The Principles of Science : A treatise on Logic and Scientific Method
- 1876 Money and the Mechanism of Exchange (versione on line)
  -  William Stanley Jevons, Money and the mechanism of exchange, Biblioteca scientifica internazionale 6, Milano, Dumolard, 1876. URL consultato il 30 giugno 2015.
- 1882 The State in Relation to Labour
- 1881 Richard Cantillon and the Nationality of Political Economy (versione on line)
- 1883 Methods of Social Reform and other Papers
- (EN) William Stanley Jevons, Principles of economics, London, Macmillan, 1905. URL consultato il 30 giugno 2015.